# Pedro Parada García
Pedro Parada García (Albacete, 4 de febrer de 1965) és un exfutbolista castellanomanxec, que ocupava la posició de migcampista.

## Trajectòria
Sorgeix de les categories inferiors de l'Albacete Balompié. Amb els manxecs hi milita des de la 82/83 fins a la temporada 91/92. Un any abans, va ser una de les peces fonamentals de l'històric ascens de l'Albacete a primera divisió, jugant 37 partits i marcant un gol. A la màxima categoria, però, tan sols hi disputa 12 partits, més de la meitat de suplent.
A partir de 1992 és titular en diversos equips de Segona Divisió, com el CP Mérida (92/93), el CD Toledo (93/95) i el CD Logroñés (95/96), amb qui aconsegueix un nou ascens a primera divisió, tot i que no continua a l'equip de La Rioja.
Posteriorment hi va recalar en equips de divisions més modestes, com el Reial Múrcia CF, el Mar Menor i el Tomelloso. Després de la seua retirada ha seguit vinculat al món del futbol, tot exercint de segon entrenador a l'Albacete Balompié.